# The Best of The Doors (альбом, 1985)
 The Best of The Doors  — альбом-компіляція американського гурту The Doors, яка була видана у листопаді 1985 року. Видання на LP містить есе написане другим менеджером колективу — Денні Сугерманом, в якому він розмірковує про The Doors і особу Джима Моррісона. Серед усіх релізів такого формату Doors, ця збірка стала найуспішнішою — вона розійшлася тиражем у десять мільйонів екземплярів, за що отримала діамантовий диск від RIAA.
У 1991-му та 2006-му роках був зроблений ремастеринг компіляції.

## Треклист
Авторами всіх пісень є Джим Моррісон, Роббі Крігер, Рей Манзарек, Джон Денсмор, крім тих випадків де відмічено.

### Перший диск
1. «Break On Through (To the Other Side)»  із альбому The Doors (1967) — 2:27
2. «Light My Fire» із альбому The Doors (1967) — 7:07
3. «The Crystal Ship» із альбому The Doors (1967) (Джим Моррісон) — 2:32
4. «People Are Strange»  із альбому Strange Days (1967) — 2:09
5. «Strange Days»  із альбому Strange Days (1967) — 3:08
6. «Love Me Two Times»  із альбому Strange Days (1967) — 3:14
7. «Alabama Song»  із альбому The Doors (1967) (Бертольд Брехт, Курт Вайль) (трек є тільки на CD) — 3:18
8. «Five to One»  із альбому Waiting for the Sun (1968) — 4:25
9. «Waiting for the Sun»  із альбому Morrison Hotel (1970) (Джим Моррісон) — 3:58
10. «Spanish Caravan»  із альбому Waiting for the Sun (1968) — 2:57
11. «When the Music's Over»  із альбому Strange Days (1967) — 10:56

### Другий диск
1. «Hello, I Love You»  із альбому Waiting for the Sun (1968) (Джим Моррісон) — 2:15
2. «Roadhouse Blues»  із альбому Morrison Hotel (1970) (Джим Моррісон, The Doors) — 4:02
3. «L.A. Woman»  із альбому L.A. Woman (1971) — 7:49
4. «Riders on the Storm»  із альбому L.A. Woman (1971) — 7:10
5. «Touch Me»  із альбому The Soft Parade (1969) (Роббі Крігер) — 3:11
6. «Love Her Madly»  із альбому L.A. Woman (1971) (Роббі Крігер) — 3:17
7. «The Unknown Soldier (1968)»  із альбому Waiting for the Sun — 3:23
8. «The End»  із альбому The Doors (1967) — 11:42

## Над альбомом працювали

### The Doors
- Джим Моррісон — вокал, гармоніка
- Роббі Крігер — лід-гітара
- Рей Манзарек — орган
- Джон Денсмор — барабани

## Сертифікації
| Регіон                                                                                          | Сертифікація  | Продажі    |
| ----------------------------------------------------------------------------------------------- | ------------- | ---------- |
| Аргентина (CAPIF)                                                                               | Платиновий    | 60 000^    |
| Австралія (ARIA)                                                                                | 4× Платиновий | 280 000^   |
| Бельгія (BEA)                                                                                   | Золотий       | 25 000*    |
| Канада (Music Canada)                                                                           | 6× Платиновий | 600 000^   |
| Фінляндія (IFPI Finland)                                                                        | Золотий       | 22,150     |
| Франція (SNEP)                                                                                  | Платиновий    | 300 000*   |
| Нова Зеландія (RIANZ)                                                                           | Платиновий    | 15 000^    |
| Норвегія (IFPI Norway)                                                                          | Золотий       | 25 000*    |
| Іспанія (PROMUSICAE)                                                                            | Золотий       | 50 000^    |
| Швейцарія (IFPI Switzerland)                                                                    | Платиновий    | 50 000^    |
| Велика Британія (BPI)                                                                           | Платиновий    | 300 000^   |
| США (RIAA)                                                                                      | Діамантовий   | 10,000,000 |
| *продажі, що базуються лише на сертифікаціях ^відвантаження, що базуються лише на сертифікаціях |               |            |